# Herb Pinder
Herbert Charles "Herb" Pinder, Jr., född 24 december 1946 i Boston i Massachusetts, är en kanadensisk före detta ishockeyspelare.
Pinder blev olympisk bronsmedaljör i ishockey vid vinterspelen 1968 i Grenoble.